# نیو کینن (کنتیکت)
نیو کینن، کنتیکت (به انگلیسی: New Canaan, Connecticut) یک شهرک در ایالات متحده آمریکا است که در کنتیکت واقع شده‌است.

## خصوصیات
نیو کینن ۵۸٫۳ کیلومترمربع مساحت و ۱۹٬۷۳۸ نفر جمعیت دارد و ۱۰۵ متر بالاتر از سطح دریا واقع شده‌است.

## نگارخانه

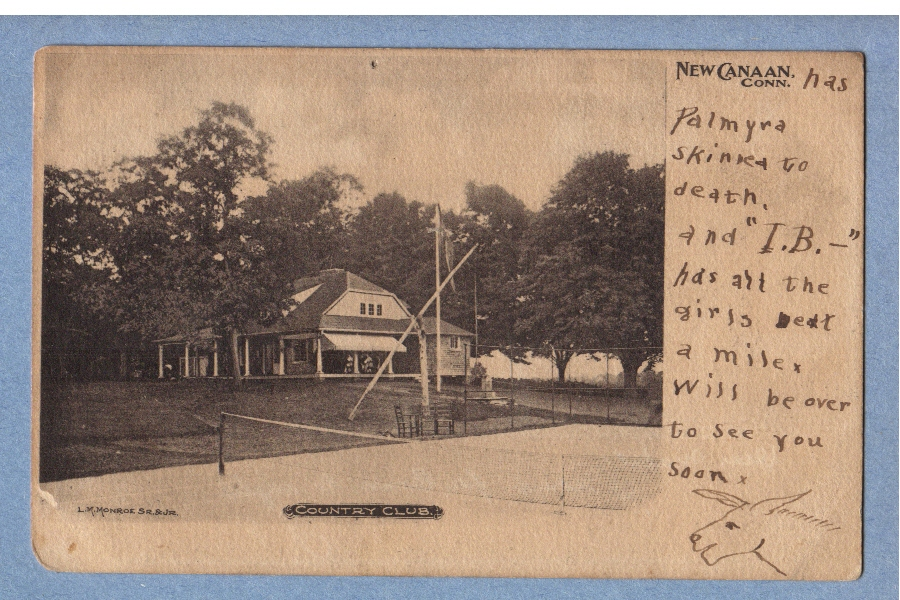
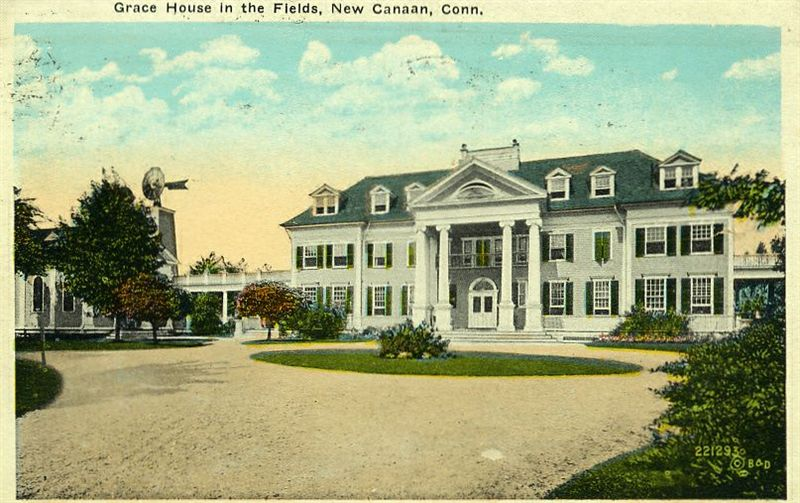
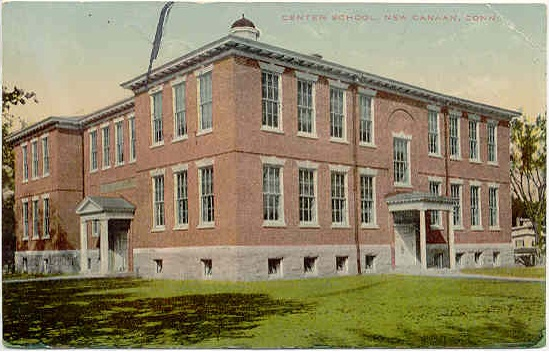